# Sorious Samura
Sorious Samura (Freetown, 1964) es un galardonado periodista de Sierra Leona conocido especialmente por sus documentales para la cadena CNN "Cry Freetown" (2000) y "Exodus from Africa" (2001).
El documental Cry Freetown fue auto-financiado y giraba alrededor de la denuncia sobre el período más brutal de la guerra civil de Sierra Leona, justo cuando los rebeldes del Frente Revolucionario Unido (FRU) capturaron la capital en enero de 1999. El trabajo fue reconocido con varios premios, entre los cuales destacan un Emmy y un Peabody. El documental "Exodus from Africa" muestra el angustioso esfuerzo de los jóvenes africanos al desafiar numerosos peligros y arriesgar la misma vida a través de Sierra Leona, Nigeria, Malí, el desierto del Sahara, Argelia y Marruecos hasta poder cruzar el Estrecho de Gibraltar para finalmente llegar a España.
En sus últimos dos proyectos "Living with Hunger" (literalmente, Viviendo con hambre) y "Living with Refugees" (literalmente, Viviendo con los refugiados), que fue nominado para un premio Emmy, lleva al extremo la telerrealidad convirtiéndose en el personaje central de la historia, viviendo igual que los refugiados sudaneses o con los habitantes de una pequeña aldea etíope respectivamente con la idea de romper la barrera que hay entre los espectadores y los filmados. "Living with corruption", es el último documental que retransmitió la CNN de Samura, en el cual describe la sorprendente realidad de cómo la corrupción se extiende por la sociedad, tanto en Sierra Leona como en Kenia, y cuyos principales afectados terminan siendo los más pobres. En el documental "Addicted to aid" (literalmente, Adictos a las ayudas humanitarias), se traslada al corazón de Sierra Leona y Uganda para indagar en la mala gestión, malversación de fondos y robos de las ayudas humanitarias que se producen a diario en dichos países, impidiendo que lo más básico pueda llegar a las personas que realmente lo necesitan. 
Samura también uno de los directores de Insight News TV, una productora independiente de televisión ubicada en el Reino Unido cuyo objetivo principal es la programación internacional de actualidad.

## Documentales
- Blood Diamond: Making an African Epic
- Living with corruption
- Living with Hunger
- Living with Illegals
- Living with Refugees
- Living with AIDS
- Cry Freetown
- Return to Freetown and Exodus